# Okres Łosice
Okres Łosice (polsky Powiat łosicki) je okres v polském Mazovském vojvodství. Rozlohu má 771,71 km² a v roce 2020 zde žilo 33 556 obyvatel. Sídlem správy okresu je město Łosice.

## Gminy
Městsko-vesnická:
- Łosice

Vesnické:
- Huszlew
- Olszanka
- Platerów
- Sarnaki
- Stara Kornica

## Město
- Łosice

## Demografie
Počet obyvatel (informace z 30. června 2005):
|         | Celkem | Celkem | Ženy   | Ženy | Muži   | Muži |
|         | Osob   | %      | Osob   | %    | Osob   | %    |
| ------- | ------ | ------ | ------ | ---- | ------ | ---- |
| Celkem  | 32 936 | 100    | 16 421 | 49,9 | 16 515 | 50,1 |
| Město   | 7239   | 100    | 3707   | 51,2 | 3532   | 48,8 |
| Vesnice | 25 697 | 100    | 12 714 | 49,5 | 12 983 | 50,5 |